# Józef Antoni Kraus

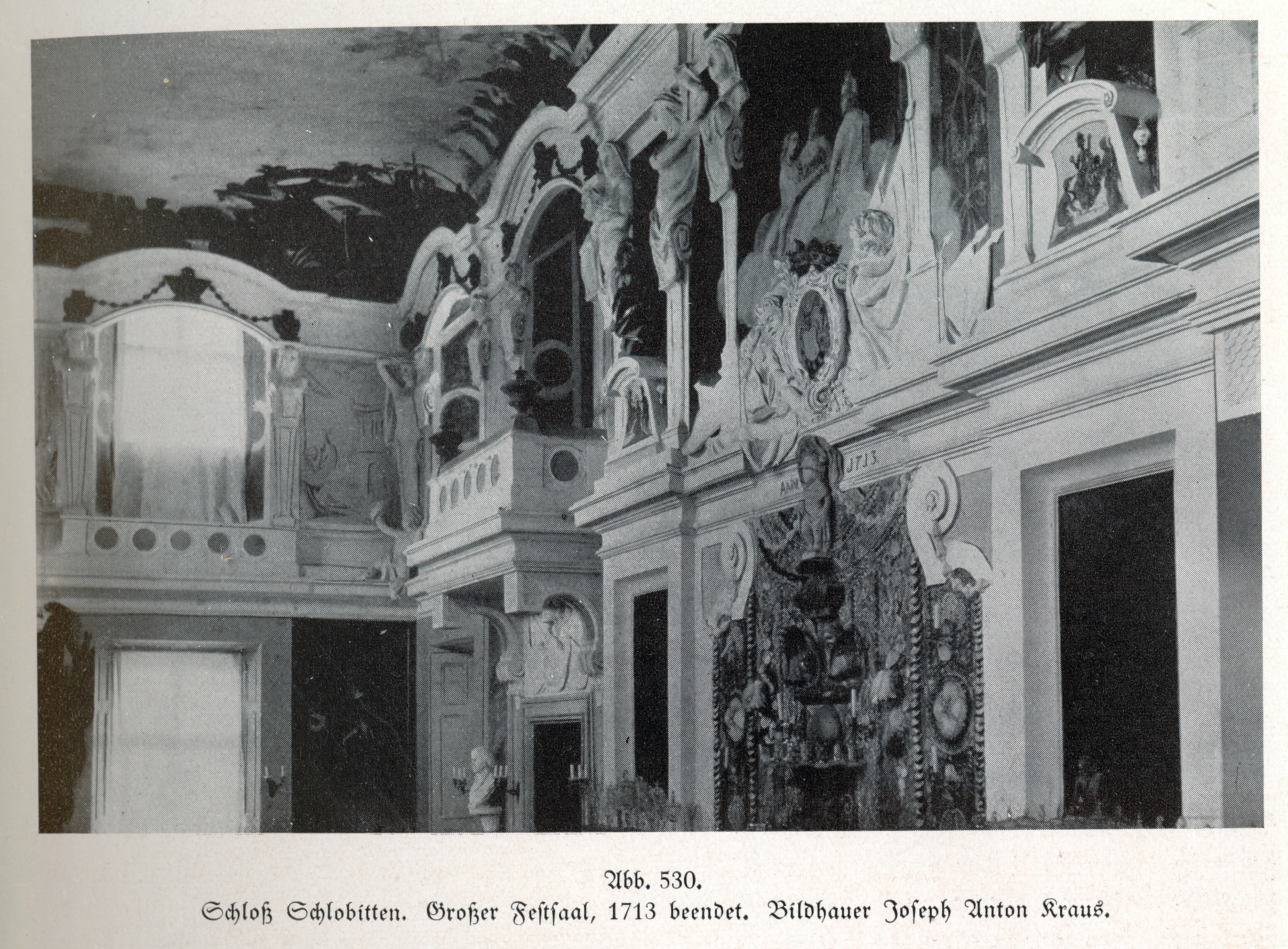
Pałac w Słobitach, wewnątrz

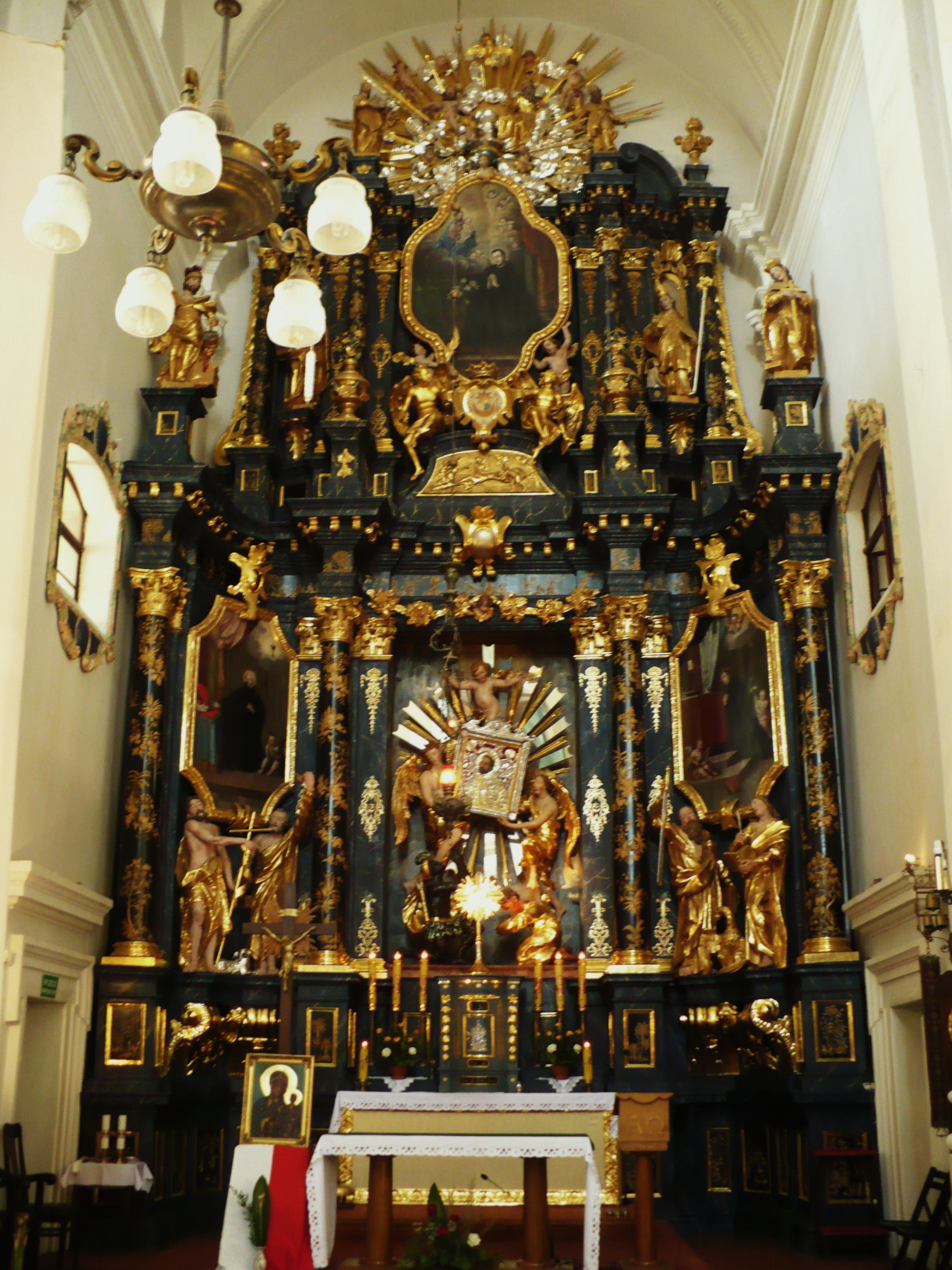
ołtarz w kościele Jezuitów w Grudziądzu

Józef Antoni Kraus właśc. Joseph Anton Kraus (ur. w Berlinie, zm. 21 stycznia 1721 w Gdańsku) – rzeźbiarz niemiecki z XVIII w., działający również w Polsce.

## Życiorys
W źródłach występuje również jako Krause, Krauss, Krausse, Kruse, Krusse. W 1705 r. zawarł w Berlinie związek małżeński z Elisabeth z d. Frauensohn. Był związany z warsztatem królewskiego rzeźbiarza Georga Gottfrieda Weyhenmeyera, który realizował dekorację Arsenału projektu Andreasa Schlütera. W 1708 r. przyjechał do Słobit, gdzie do 1719 r. na zlecenie Alexandra von Dohna tworzył rzeźbiarską dekorację pałacu i parku (Pałac w Słobitach). Od 1711 r. mieszkał w Królewcu, skąd realizował również inne zamówienia. Działał w Kwidzynie, gdzie w katedrze wykonał około 1716 r. dwa konfesjonały. Przypisuje mu się ponadto wystrój rzeźbiarski tamtejszej kaplicy Groebenów (co bywa kwestionowane), jak również ołtarz kościoła św. Jana Chrzciciela w Bartoszycach (datowany na lata 1715–1720). W 1716 r. na zlecenie hr. Bogusława von Döhnhoffa wykonał niezachowany ołtarz i konfesjonał w kościele w Drogoszach (d. nazwa Wilkowo Wielkie). Około 1719 r. działał w Gdańsku. Był wykonawcą rzeźbiarskiego wystroju kościoła jezuitów w Grudziądzu, datowanego na lata 1715–1740 (kontrakt na wykonanie ołtarza głównego podpisał w 1721 r.). Prace malarskie wykonał o. Ignacy Steiner, wraz z którym miał też tworzyć wystrój niezachowanego kościoła jezuickiego w Międzyrzeczu, zbudowanego w latach 1722–1729.